# Défense d'aimer (film, 1942)
Cet article concerne le film de Richard Pottier. Pour le film d'Anthony Page, voir Défense d'aimer.
Pour les articles homonymes, voir Défense d'aimer.
Pour plus de détails, voir Fiche technique et Distribution.
Défense d'aimer est un film français réalisé par Richard Pottier, sorti en 1942.

## Fiche technique
- Titre : Défense d'aimer
- Réalisation : Richard Pottier
- Scénario : René Pujol, Pierre Soulaine
- Dialogues : Jean Aurenche, Michel Duran
- Photographie : Walter Wottitz
- Musique : Maurice Yvain
- Décors : Guy de Gastyne
- Société de production : Continental Films
- Pays de production :  France
- Format :  Noir et blanc - 1,37:1 - 35 mm - son mono
- Genre : Comédie
- Durée : 90 minutes
- Date de sortie : France - 30 octobre 1942
- Affiche : Roger Rojac (France)

## Distribution
- Suzy Delair : Totte - une manucure
- Paul Meurisse : Maxime Gavard
- André Gabriello : Gavard
- Mona Goya : Lucette de Saint-Églefin
- Josée Bisbal : Marquita
- Guillaume de Sax : Horace de Saint-Églefin
- Louis Salou : Loysel
- Jean Rigaux : Roger
- Lucien Bryonne : Un vendeur
- Jacqueline Chanal : La dactylo
- Marguerite de Morlaye : La dame dans l'ascenseur
- François Dupriet : L'agent
- Max Elloy : Le voyageur affamé
- Louis Seigner

## À propos du film
- « Paul Meurisse, dans Défense d'aimer, finira par secouer sa langueur, fouetté par l'énergie de Suzy Delair qui s'est chargée de lui « apprendre à vivre » » (Noël Burch, Geneviève Sellier, La drôle de guerre des sexes du cinéma français 1930-1956)[1].
- « Une manucure délurée jouée par Suzy Delair déniaise un fils de famille interprété par Paul Meurisse » (Christian-Pierre Maestre, L'Esprit et les Lettres, p. 304)[2].